# Artiom Dziuba
Artiom Sergejevitj Dziuba (ryska: Артём Сергеевич Дзюба), född 22 augusti 1988 i Moskva, är en rysk fotbollsspelare som spelar för den ryska klubben Akron Toljatti. Han representerar även Rysslands landslag.